# Persone uccise negli anni di piombo (1974)
Di seguito viene riportata una sintetica cronologia delle vittime provocate in Italia durante gli anni di piombo nel 1974.

## Vittime del 1974
| Data        | Nome comune                                                | Località                    | Responsabili | Vittime | Note |
| ----------- | ---------------------------------------------------------- | --------------------------- | --- | --- | --- |
| 10 maggio   | Rivolta del carcere di Alessandria                         | Alessandria                 | Detenuti e forze dell'ordine | Due detenuti, due poliziotti, il medico del carcere e un assistente sociale | Per sedare la rivolta scoppiata in galera il generale Carlo Alberto dalla Chiesa invia la squadra antisommossa a cui ordina l'irruzione: in seguito agli scontri ci saranno 6 morti e numerosi feriti. |
| 19 maggio   | Morte di Silvio Ferrari                                    | Brescia                     | Ferdinando Ferrari (Avanguardia Nazionale) | Silvio Ferrari (Avanguardia Nazionale) | Ferdinando Ferrari è stato condannato per omicidio colposo. |
| 28 maggio   | Strage di piazza della Loggia                              | Brescia                     | Ermanno Buzzi, Carlo Digilio, Carlo Maria Maggi, Marcello Soffiati e Maurizio Tramonte (Ordine Nuovo)                                                                                                  | Giulietta Banzi Bazoli, Livia Bottardi Milani, Euplo Natali, Luigi Pinto, Bartolomeo Talenti, Alberto Trebeschi, Clementina Calzari Trebeschi e Vittorio Zambarda                                                                 | Il 22 luglio 2015 la Corte d'appello di Milano ha condannato all'ergastolo Carlo Maria Maggi (ritenuto il mandante della strage) e Maurizio Tramonte (ritenuto uno degli esecutori). Il 20 giugno 2017 la Cassazione ha reso definitive le condanne. I neofascisti Ermanno Buzzi, Carlo Digilio e Marcello Soffiati sono stati riconosciuti colpevoli post mortem. |
| 30 maggio   | Conflitto di Pian del Rascino                              | Pian del Rascino            | Forze dell'ordine | Giancarlo Esposti (Ordine nero) | Ucciso in seguito a uno scontro a fuoco con i carabinieri e le guardie forestali. Due carabinieri rimasero feriti, mentre tre estremisti furono arrestati. Giancarlo Esposti rimase sul terreno crivellato di proiettili, ucciso con un colpo in testa: si disse che quella ferita sembrava un colpo di grazia dopo un'esecuzione, ma successivamente fu provato che fu lui a sparare per primo. |
| 17 giugno   | Assalto alla sede del Movimento Sociale Italiano di Padova | Padova                      | Renato Curcio, Alberto Franceschini, Mario Moretti, Roberto Ognibene, Susanna Ronconi, Giorgio Semeria e Martino Serafini (Brigate Rosse)                                                              | Graziano Giralucci e Giuseppe Mazzola (MSI) | Primo delitto rivendicato dalle BR. Inizialmente si pensò a una faida interna tra i gruppi neofascisti, ma poi arrivò la rivendicazione brigatista, nel cui volantino c'era scritto: «Un nucleo armato ha occupato la sede del Msi a Padova. Due fascisti presenti, avendo violentemente reagito, sono stati giustiziati. Il Msi di Padova è quello da cui sono usciti gruppi e personaggi del terrorismo antiproletario che hanno diretto le trame nere dalla strage di piazza Fontana in poi... Le forze rivoluzionarie sono... legittimate a rispondere alla barbarie fascista con la giustizia armata del proletariato.». Roberto Ognibene fu ritenuto l'esecutore materiale del duplice omicidio, mentre Renato Curcio, Alberto Franceschini e Mario Moretti sono stati condannati per concorso morale. |
| 25 giugno   | Omicidio di Vittorio Ingria                                | Barrafranca                 | Alessandro Bartoli (MSI) | Vittorio Ingria (PCI) | Vittorio Ingria, consigliere comunale, fu ucciso nel corso di una lite, mentre attaccava un manifesto in bacheca. |
| 4 agosto    | Strage dell'Italicus                                       | San Benedetto Val di Sambro | Ignoti membri di Ordine nero | Nicola Buffi, Elena Celli, Elena Donatini, Tsugufumi Fukuda, Raffaella Garosi, Wilhelmus Jacobus Hanema, Herbert Kontriner, Antidio Medaglia, Marco Russo, Maria Santina Carraro in Russo, Nunzio Russo e Silver Sirotti (civili) | Dopo l'assoluzione in primo grado, la Corte d'appello di Bologna condannò all'ergastolo i neofascisti Luciano Franci e Mario Tuti (ritenuti gli autori della strage) e confermò l'assoluzione per Piero Malentacchi e Margherita Luddi. La Cassazione annullò la sentenza ordinando un nuovo processo, che si concluse nel 1991 con l'assoluzione per tutti gli imputati. I giudici d'appello, nonostante le assoluzioni, accertarono che l'attentato era stato organizzato da ambienti di estrema destra. Luciano Franci e Mario Tuti sono poi stati assolti con sentenza definitiva nel 1992. |
| 8 settembre | Rivolta di San Basilio                                     | Roma                        | Forze dell'ordine | Fabrizio Ceruso (Autonomia Operaia) | Ucciso durante gli scontri in seguito allo sgombero di 147 case popolari occupate abusivamente. |
| 15 ottobre  | Irruzione di Robbiano di Mediglia                          | Robbiano di Mediglia        | Roberto Ognibene (Brigate Rosse) | Felice Maritano (carabiniere) | I carabinieri, scoperta una base brigatista piena di documenti e schedari, si appostarono a sorprendere eventuali visitatori. Due brigatisti, Pietro Bassi e Pietro Bertolazzi, si arresero, mentre Roberto Ognibene sparò durante la fuga, uccidendo il maresciallo Felice Maritano. Ognibene si arrese poco dopo, essendo stato ferito. |
| 20 ottobre  | Omicidio di Sergio Argada                                  | Lamezia Terme               | Michelangelo De Fazio (Avanguardia Nazionale) | Sergio Adelchi Argada (FPCR) | Ucciso con una pistola calibro 7,65. |
| 29 ottobre  | Tentata rapina alla Cassa di Risparmio di Firenze          | Firenze                     | Forze dell'ordine | Luca Mantini e Sergio Romeo (NAP) | Altri due complici furono catturati poco dopo. |
| 20 novembre | Bombe di Savona                                            | Savona                      | Militanti di estrema destra | Fanny Dallari (civile) | Gravemente ferita in seguito allo scoppio di una bomba, fu sottoposta a un intervento chirurgico. |
| 5 dicembre  | Fatti di Argelato                                          | Argelato                    | Claudio Bartolini, Stefano Bonora, Stefano Cavina, Franco Franciosi, Marzia Lelli, Ernesto Rinaldi e Claudio Vicinelli (Brigata Bruno Valli, legata a Lavoro Illegale), Toni Negri (Autonomia Operaia) | Andrea Lombardini (carabiniere) | Durante un tentativo di rapina fu ucciso il brigadiere Andrea Lombardini e venne arrestato Bruno Valli. Nel 1987, in seguito al processo 7 aprile, la Corte d'appello di Roma condannò Toni Negri come mandante dell'operazione. |
| 11 dicembre | Uccisione di Zunno Minotti                                 | Roma                        | Forze dell'ordine | Zunno Minotti (manifestante) | Ucciso durante una manifestazione di protesta organizzata dagli invalidi di guerra. |